# Fernán Caballero (Ciudad Real)
Fernán Caballero ist ein zentralspanischer Ort und eine Gemeinde (municipio) mit 965 Einwohnern (Stand: 2024) im Zentrum der Provinz Ciudad Real in der autonomen Region Kastilien-La Mancha. 

## Toponym
Der Ort ist nicht nach dem Pseudonym der Schriftstellerin Cecilia Francisca Josefa Böhl de Faber y Ruiz de Larrea benannt, sondern nach dem Ritter Ferrant Cavallero, der sich als Ritter in der Reconquista im 14. Jahrhundert auszeichnete.

## Lage und Klima
Fernán Caballero liegt in der weitgehend ebenen und wasserarmen Landschaft von La Mancha knapp 18 Kilometer (Fahrtstrecke) nördlich der Provinzhauptstadt Ciudad Real bzw. ca. 230 km südsüdwestlich von Madrid in einer Höhe von ca. 615 m. 
Das Klima ist gemäßigt bis heiß; der eher spärliche Regen (ca. 438 mm/Jahr) fällt – mit Ausnahme der zumeist eher trockenen Sommermonate – verteilt übers Jahr.

## Bevölkerungsentwicklung
| Jahr      | 1970 | 1981 | 1991 | 2001 | 2011 | 2021 |
| Einwohner | 1429 | 1138 | 1040 | 1036 | 1143 | 979  |

Trotz der Mechanisierung der Landwirtschaft, der Aufgabe bäuerlicher Kleinbetriebe („Höfesterben“) und dem daraus resultierenden Verlust von Arbeitsplätzen ist die Einwohnerzahl der Gemeinde in der zweiten Hälfte des 20. Jahrhunderts gesunken.

## Sehenswürdigkeiten
- Marienkirche (Iglesia de Nuestra Señora de Gracia)

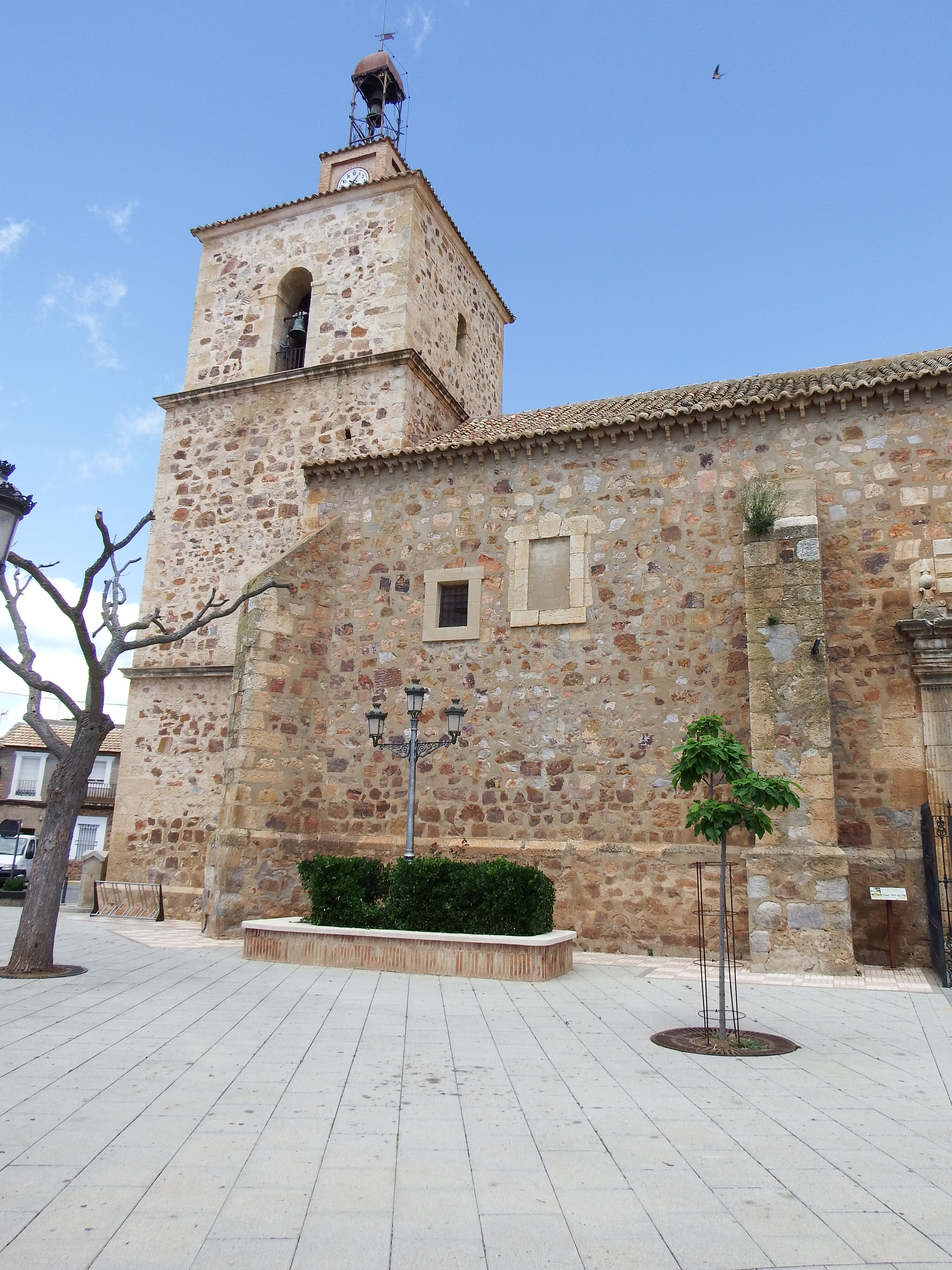
Marienkirche
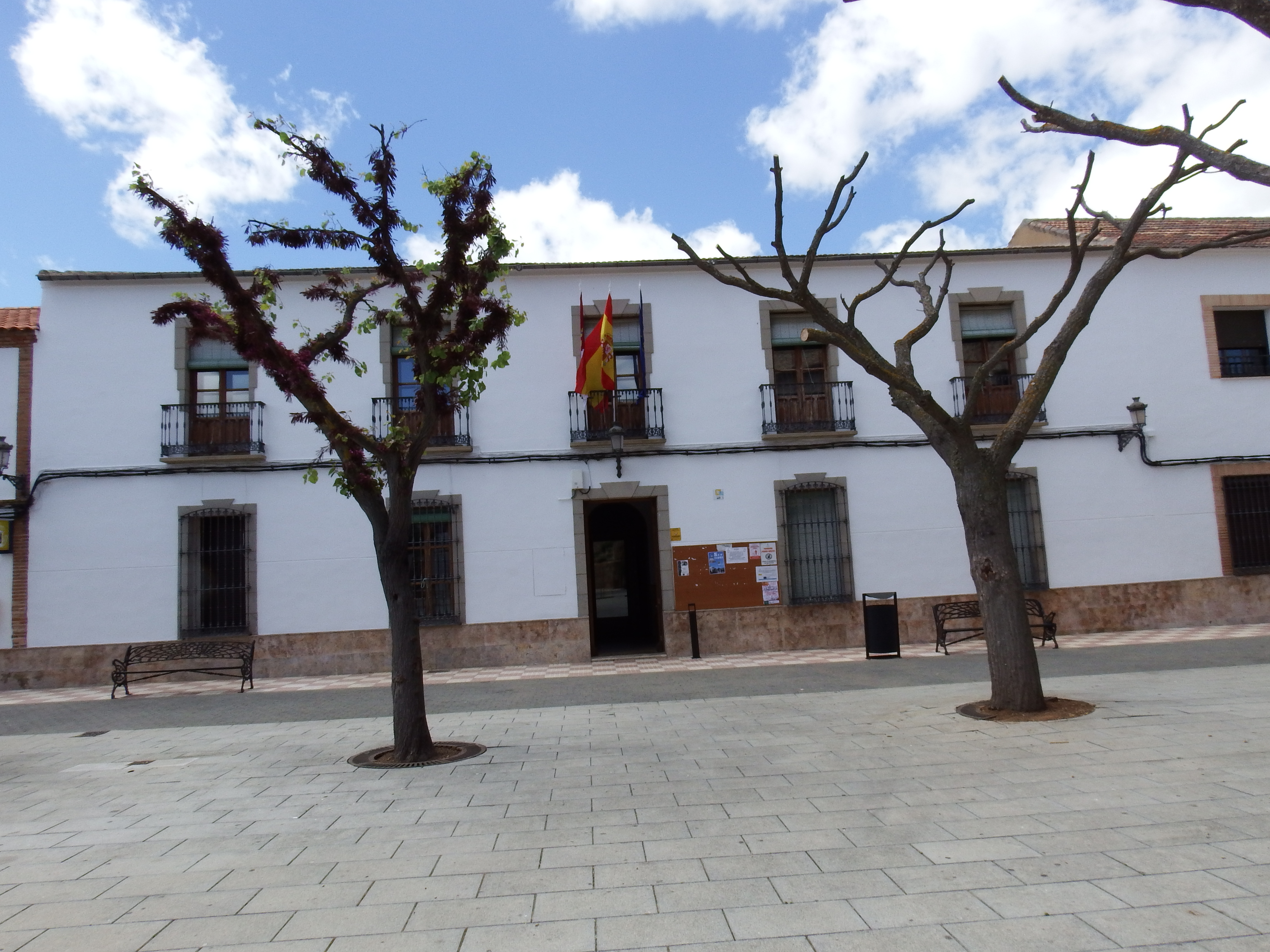
Rathaus